# Saint-Félix, Charente
 Saint-Félix  là một xã ở tỉnh Charente phía tây nước Pháp. Xã này có diện tích 8,08 km², dân số năm 1999 là 119 người. Khu vực này có độ cao trung bình 150 mét trên mực nước biển.